# Општина Бландиана (Алба)
Бландиана (рум. Blândiana) општина је у Румунији у округу Алба.
Oпштина се налази на надморској висини од 273 m.